# سیارک ۶۵۴۴
سیارک ۶۵۴۴ (به انگلیسی: 6544 Stevendick، نامگذاری:1986SD) شش هزار و پانصد و چهل و چهارمین سیارک کشف شده‌است که در ۲۹ سپتامبر ۱۹۸۶ کشف شد.